# Intim Torna Illegál
Az Intim Torna Illegál (ITI) nevű alternatív rockzenekart 2010-ben alapította a Kistehén Tánczenekarból kilépett Dorogi Péter, Kiss Sándor, Gálos Ádám és Nádasdi János.
Első lemezük 2010-ben jelent meg Cirkusz címmel. A zenekar rengeteg koncerten szerepel azóta is. A második lemezt 2012-ben adták ki Kísérlet címmel. 2013-ban az Intim Torna Illegál lett a MOL Bringaprogram arca. 2014-ben jelent meg harmadik lemezük Mindenkinek igaza van címmel, amelynek lemezbemutatója a budapesti Akvárium klubban volt. 2016 szeptemberében a zenekar basszusgitárosa és menedzsere, Kiss Sándor kilépett az együttesből.
2021 nyarán több koncertet is adtak, végül 11 év aktív zenei élet után a zenekar feloszlott. Egy rádióműsor során szeptemberben elhangzott, hogy nincs kizárva az újra szerveződés.
2024-ben Dorogi Péter új tagokkal újraélesztette a csapatot.

## Diszkográfia
Albumok
- Cirkusz (2010)
- Kísérlet (2012)
- Mindenkinek igaza van (2014)
- Élni jöttünk (2018)

Kislemezek
- Hipnotizőr király
- ITI (angol nyelvű)
- Vágjál lyukat a kádba
- A mennyország kapujában
- Felhő fenn az égen
- Örökké
- Köszönöm szépen, jól vagyok
- Nem adom fel
- Feltöltve
- Csillagtengeren